# Adrian, Mureș
Adrian (în maghiară Görgényadorján) este un sat în comuna Gurghiu din județul Mureș, Transilvania, România.

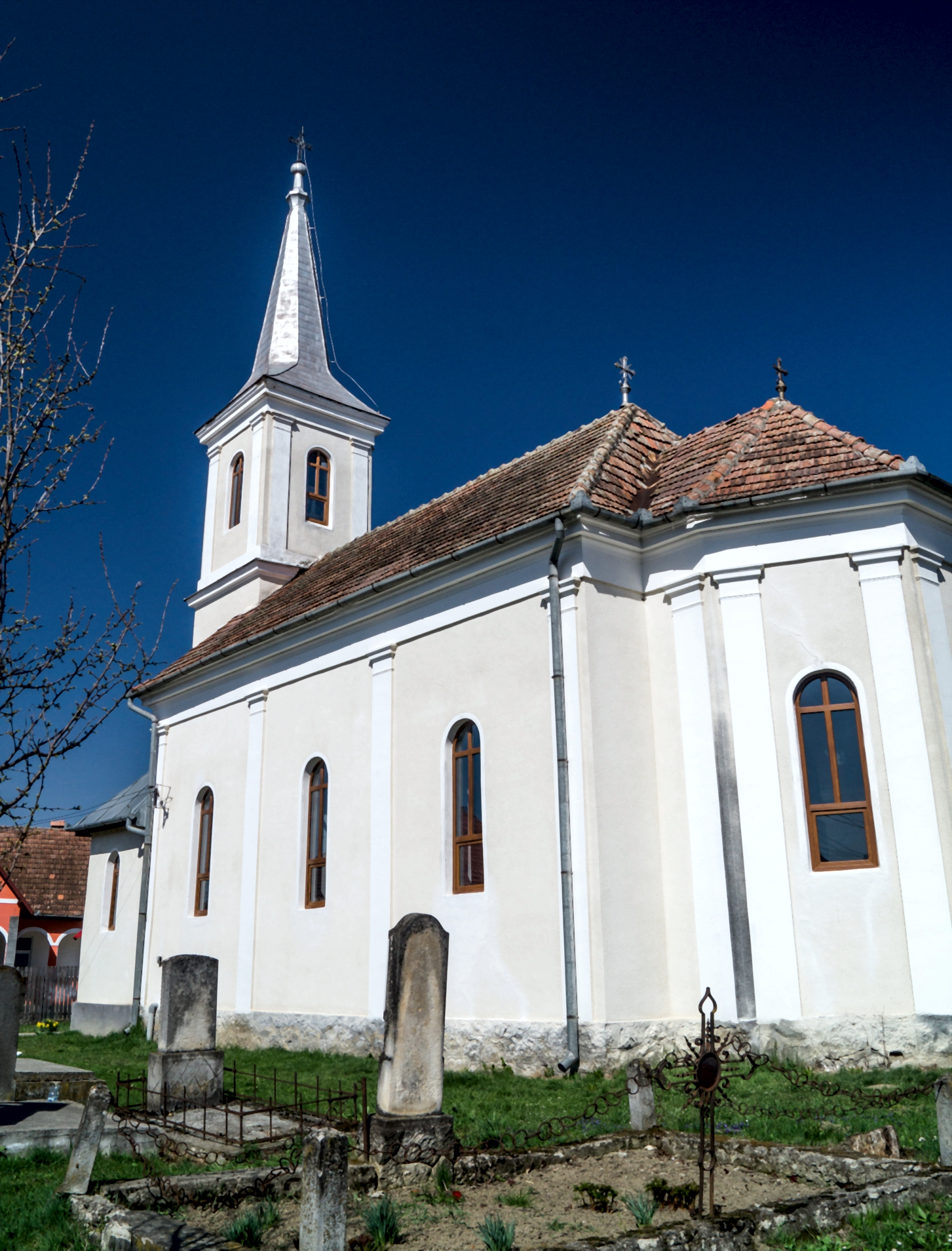
Biserica ortodoxă